# Muntanya de Vila-seca
La Muntanya de Vila-seca és una serra situada al municipi de la Torre de Claramunt a la comarca de l'Anoia, amb una elevació màxima de 457 metres.